# Cabinda (thành phố)
Cabinda, còn được gọi Tchiowa, là một thành phố nằm ở tỉnh Cabinda, một vùng đất ngoại phận của Angola. Angola có tranh chấp chủ quyền của Cabinda với Cộng hòa Cabinda. Thành phố Cabinda có 357.576 người theo điều tra dân số năm 2008.
Thành phố ban đầu được thành lập bởi người Bồ Đào Nha cho mục đích buôn bán nô lệ.
Có nguồn dự trữ dầu mỏ đáng kể ngoài khơi Cabinda.